# Maskierung (Reproduktionstechnik)
Maskierung ist ein Begriff aus der Reproduktionstechnik und bezeichnet die fotomechanische Farbkorrektur. Die Maskierung ist erforderlich, weil die verwendeten Farbfilter in der Reproduktionskamera den Farbraum nicht exakt trennen können und die Druckfarben nicht den idealen Grundfarben entsprechen. Darüber hinaus werden Masken zur Veränderung der Gradation eingesetzt, beispielsweise Lichtermasken zur Verbesserung der Zeichnung in den hellen Bildpartien und Tiefenmasken zur Verstärkung der Zeichnung in den Schattenpartien. Außerdem gibt es Freistellmasken, die ein Bild figürlich oder rechteckig begrenzen.

## Grundlagen

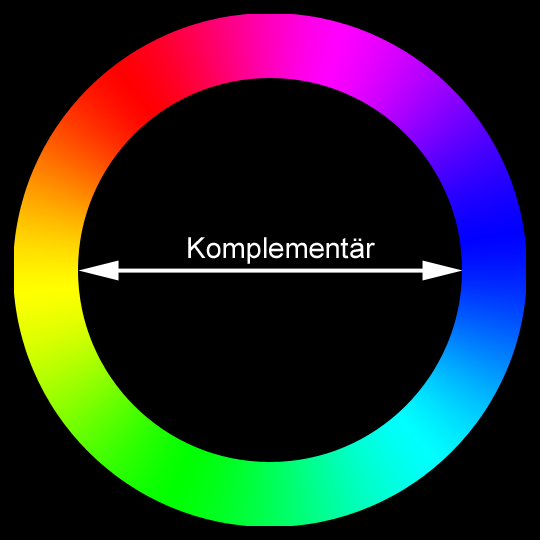
Farbkreis mit Komplementärfarben

Gelbfilter

Das menschliche Auge mischt alle Farbeindrücke aus den drei Grundfarben Cyan, Magenta und Gelb, die auch als Subtraktive Farbmischung bezeichnet werden. Mischt man je zwei dieser Grundfarben, so ergeben sich die Mischfarben Grün (Gelb+Cyan), Blau (Cyan+Magenta) und Rot (Magenta+Gelb). Alle drei Grundfarben zusammen ergeben Schwarz.
Deshalb wurde das CMYK-Farbmodell entwickelt, das die technische Grundlage für den modernen Vierfarbdruck bildet. Die Abkürzung CMYK steht für Cyan, Magenta, Gelb (Yellow) und Schwarz (Key) als Farbtiefe. Jede farbige Vorlage muss in diese vier Farben zerlegt werden, damit sie übereinandergedruckt möglichst originalgetreu wiedergegeben wird. Schwarz als vierte Farbe gibt dem Bild eine bessere Tiefenwirkung und wird deshalb häufig als Tiefe bezeichnet.
Die Zerlegung der Vorlage in die drei Grundfarben erfolgt bei der Aufnahme in der Kamera mit Hilfe von Farbfiltern in der jeweiligen Komplementärfarbe, das sind Rot bei Cyan, Grün bei Magenta und Blau bei Gelb. Da eine Grundfarbe zusammen mit ihrer Komplementärfarbe theoretisch Schwarz ergibt, werden beispielsweise bei einem Grünfilter die roten Partien der Vorlage schwarz erscheinen und es fällt im Strahlengang der Kamera kein Licht auf den Film; es entsteht also ein Negativ des Magentafarbauszugs. An dieser Stelle setzt die Maskierung ein, um Mängel in der Gradation und Farbseparation mit rein fotografischen Mitteln möglichst weitgehend zu beseitigen.

## Maskierung mit Kompensativen
Dieses Verfahren eignet sich besonders bei farbigen Aufsichtsvorlagen. Zunächst werden vier Farbauszüge (CMYK) in der oben beschriebenen Weise hergestellt. Von den Negativen wird je ein Positiv im Kontaktgerät auf Film belichtet, das hinsichtlich Schwärzung und Gradation dem Negativ entspricht. Negative und Positive werden Schicht auf Schicht zusammenmontiert:
| Farbauszug/Negativ | kombiniert mit Positiv | ergibt Maske für | Farbauszug/Negativ | ergibt korrigiertes Positiv für |
| ------------------ | ---------------------- | ---------------- | ------------------ | ------------------------------- |
| Cyan               | Magenta                | Magenta          | Maske+Magenta      | Magenta                         |
| Magenta            | Gelb                   | Gelb             | Maske+Gelb         | Gelb                            |
| Gelb               | Cyan                   | Cyan             | Maske+Cyan         | Cyan                            |

Die eigentlichen Masken werden demzufolge von der Kombination Negativ+Positiv hergestellt. Sie sind weder negativ noch positiv, enthalten vielmehr nur das Differenzbild zwischen den negativen und positiven Farbauszügen, das zur Kompensation der Mängel in der Farbausscheidung genutzt wird. Wichtig ist, dass die Zwischenpositive in den Tonwerten exakt umgekehrt denen des Negativs sind, von dem die Maske gezogen werden soll. Jetzt kann die eigentliche Maske mit dem Effekt erstellt werden, der die Verstärkung der Eigenfarben bewirkt. Das gesamte Maskierverfahren mittels Kompensativen lässt sich heute sehr einfach in ADOBE PhotoShop simulieren.

## Silbermasken
Das Verfahren eignet sich für Aufsichtsvorlagen und Diapositive. Die Korrektur wird durch drei verschiedene Masken, die auf einem leicht unscharf arbeitenden Maskenfilm hergestellt werden. Sie sind im Gegensatz zu Farbstoffmasken einfarbig grau/weiß und werden deshalb als Silbermasken bezeichnet. Die Masken werden hinter verschiedenen Filtern hergestellt, und zwar mit einem Hellorangefilter für die Cyanmaske, mit einem Grünfilter für die Magentamaske und einem Blaufilter für die Gelbmaske. Beim Diapositiv wird die Maske, die gleichzeitig den Dichteumfang reduziert, vor der Herstellung der Farbauszüge auf die Rückseite des Dias montiert. Bei Aufsichtsvorlagen werden die Masken an der Saugwand der Kamera über dem unbelichteten Film platziert.

## Farbmasken
Die bekanntesten Maskierverfahren mittels Farbmasken sind Multimask von Agfa-Gevaert und Trimask von Kodak. Hierbei wurden die drei erforderlichen Korrekturmasken in einem einzigen Film zusammengefasst. Der Maskenfilm besteht aus drei übereinander gelagerten farbigen Maskenschichten. Die cyanfarbige wirkt bei Verwendung des Rotfilters, die magentafarbige unter Belichtung des Grünfilters, während die gelbe Schicht für den Blaufilter bestimmt ist. Bei der Entwicklung dieser Farbmasken kommt es jedoch zu Schwankungen. Als sich herausstellt, dass die Silbermasken in jeder Lith-Entwicklungsmaschine entwickelt werden können, ist es das Ende für die Farbmasken.

## Lichter- und Tiefenmasken

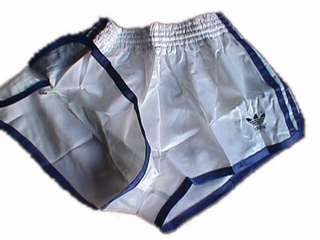
Figürlich freigestelltes Objekt

Lichtermasken wirken der Verflachung der hellen Bildpartien entgegen, die bei der fotografischen Reproduktion häufig auftritt. Eine Lichtermaske wird mit einem Negativ kombiniert und zeigt nur Spitzlichter und helle Tonwerte, ist aber in den übrigen Partien glasklar. Die Aufnahme erfolgt durch eine knappe Belichtung auf hart arbeitendem Fotomaterial. Zusammen mit dem Negativ ergibt sich in der Kombination eine deutlich verbesserte Lichterzeichnung.
Tiefenmasken werden mit einem Positiv kombiniert und sollen die Verflachung der Tiefenzeichnung beheben. Die Maske wird auf hartem Fotomaterial kurz belichtet, so dass sich nur die äußersten Tiefen abzeichnen. Die zu maskierenden Positive müssen in den Tiefen genügend offen sein, dass die Schattenmaske wirken kann.

## Freistellmasken
Hier ist zwischen figürlichen und rechteckigen Freistellern zu unterscheiden. Figürliche Freisteller können entweder aus Maskier-, Rot- oder Ulanofolie mit dem Skalpell geschnitten oder auf einem Blankofilm manuell gezeichnet werden. In günstigen Fällen bietet sich auch eine fotografisch erzeugte Freistellmaske an, die nur etwas manuelle Nacharbeit erfordert. Die eigentliche Freistellung erfolgt durch Nachbelichtung des freizustellenden Negativs oder Positivs mit Hilfe der Maske und einer Pass- oder Registerleiste. Rechteckige Freisteller werden mit Lineal und Skalpell aus Maskierfolie geschnitten und zum Nachbelichten mit Hilfe der Passleiste benutzt. Es ist aber anzumerken, dass die oben beschriebenen Techniken in der digitalisierten Druckvorstufe keine Anwendung mehr finden.